# Vůz BRcm831 ČD
Vozy BRcm831, číslované v intervalu 51 54 85-40, byly řadou osobních lehátkových vozů s barovým oddílem z vozového parku Českých drah. Všech 20 těchto vozů (000–019) pro tehdejší Československé státní dráhy vyrobila vagonka VEB Vaggonbau Bautzen v roce 1984. Po rozdělení připadlo Českým drahám sedm těchto vozů.

## Technické informace
Byly to neklimatizované typu UIC-Z o délce 26 400 mm. Vozy měly podvozky GP 200 S 25 vybavené kotoučovými brzdami. Jejich nejvyšší povolená rychlost byla 140 km/h.
Vnější nástupní dveře těchto vozů byly předsuvné, ovládané pákou. Přechodové mezivozové byly manuálně posuvné do strany. Vozy měly polospouštěcí okna.
Vozy měly pět oddílů po osmi sedačkách, celkem tedy 40 míst předělatelných na 30 lehátek. Mimo to ještě disponovaly dalšími 24 místy k sezení v barové části.
Původní nátěr byl celomodrý ve stylu restauračních vozů ČSD, později byl přes okna červený a zbytek bílý.

## Modernizace
Vůz č. 008 byl upraven pro zájezdovou dopravu. Nejvyšší povolená rychlost byla zvýšena na 160 km/h. Přestože v označení vozu bylo vynecháno písmeno „R“, ve voze zůstal barový oddíl. Nové označení tohoto vozu je Bcm841.
V roce 1994 bylo pět vozů v ŽOS České Velenice zmodernizováno na řadu BRm830. Do vozů byly dosazeny nové sedačky, které již neumožňovaly přestavění na lehátka, byly vyměněny zavazadlové police a podlahové krytiny. Zbývající vůz BRcm831 byl také přeznačen na BRm830 ačkoli úpravou neprošel, nicméně tento vůz již do provozu nezasahoval.
V září 2008 bylo vypsáno výběrové řízení na modernizaci pěti vozů BRm830 a jednoho vozu BRcm, získaného od ZSSK (viz dále), na vozy ARmpee832, jehož vítězem se staly ŽOS Vrútky. V únoru 2009 byly k modernizaci přistaveny první čtyři vozy, všechny vozy pak byly modernizovány v letech 2009 až 2010. Ve vozech byl při modernizaci vybudován velkoprostorový oddíl první třídy, doplněn centrální zdroj energie (CZE), klimatizace, vakuové WC, zásuvky 230 V a elektronický informační a rezervační systém.

## Provoz
Vozy se vyskytovaly hlavně na významných rychlících, a Expresech, např. mezi Prahou a Košicemi, případně i Varšavou.
V roce 2002 vůz BRm830 č. 001 vyhořel v Žilině a České dráhy tak získaly, jako náhradu, další vůz řady BRcm.